# Pod (The Breeders)
Pod è il primo album del gruppo musicale statunitense The Breeders, pubblicato dall'etichetta indipendente 4AD nel maggio del 1990.
Prodotto da Steve Albini, Pod venne registrato al Palladium Studios di Edimburgo (Scozia).

## Tracce
Testi e musiche di Kim Deal, eccetto dove indicato.
1. Glorious – 3:24 (Kim Deal, R. Halliday)
2. Doe – 2:06 (Kim Deal, R. Halliday)
3. Happiness Is a Warm Gun – 2:46 (John Lennon, Paul McCartney)
4. Oh! – 2:27
5. Hellbound – 2:21
6. When I Was a Painter – 3:24
7. Fortunately Gone – 1:44
8. Iris – 3:29
9. Opened – 2:28
10. Only in 3's – 1:56 (Kim Deal, Tanya Donelly)
11. Limehouse – 1:45
12. Metal Man – 2:46 (Kim Deal, Josephine Wiggs)